# Jeff Altman
 (janvier 2018).
Si vous disposez d'ouvrages ou d'articles de référence ou si vous connaissez des sites web de qualité traitant du thème abordé ici, merci de compléter l'article en donnant les références utiles à sa vérifiabilité et en les liant à la section « Notes et références ».
Pour les articles homonymes, voir Altman.
Jeff Altman (né le 13 août 1951 à Syracuse) est un acteur et humoriste américain.
Il a joué de nombreux rôles au cinéma et à la télévision tels que Dr. Gene Splicer dans Tiny Toon Adventures, professeur Dweeb dans Slimer et The Real Ghostbusters, Clint Mullet dans Mork et Mindy, et est sans doute plus connu pour son rôle récurrent de Hughie Hogg, le neveu de Jefferson Davis « Boss » Hogg, dans la série télévisée Shérif, fais-moi peur.

## Filmographie
- 1979 : Les Légendes des super-héros : Weather Wizard
- 1980-1985 : Shérif, fais-moi peur : Hughie Hogg
- 1983 : Hold-up en jupons (Easy Money) de James Signorelli
- 1986 : Soul Man : Ray McGrady
- 2001 : Vacances sous les tropiques : Chad
- 2007 : Bee Movie : Drôle d'abeille : oncle Carl (voix)